# Era Istrefi
Era Istrefi Tahirsylaj (Pristina, 4 de julio de 1994) es una cantante albanokosovar. Se hizo conocida en 2013 con la publicación de su primer single, «Mani për money», el cual obtuvo gran atención y críticas positivas por parte del público. Posteriormente publicó los singles «A po don» y «E dehun» con un éxito similar. En junio de 2014, sus videoclips fueron galardonados con tres premios en los Videofest Awards, incluyendo 'Mejor artista revelación' por su trabajo en 2013.
En 2015 publicó un nuevo single «Njo si ti», con gran éxito, cuyo vídeo en YouTube superó el millón de visitas en una semana. Ese mismo año realizó su primer dúo con el conocido rapero albano-kosovar Ledri Vula, «Shumë pis», convirtiéndose en uno de los éxitos del verano.
En enero de 2016, Istrefi empezó a conseguir fama internacional debido a la publicación de su single «BonBon», logrando 670 millones de vistas en YouTube, comparándola con artistas como Rihanna o Sia. Gracias al éxito alcanzado, en febrero de 2016 firmó con las discográficas Sony Music y Ultra Records.
En 2018, Istrefi interpretó «Live It Up», la canción oficial de la Copa Mundial de la FIFA de 2018, junto a Nicky Jam y Will Smith, incluyendo una presentación en vivo en la ceremonia de clausura antes del partido final, realizado en Moscú.

## Biografía

### Primeros años
Era Istrefi nació el 4 de julio de 1994 en Pristina, en ese entonces, parte de una reconstruida Yugoslavia. Su madre, Suzana Tahirsylaj, fue una cantante albanesa muy conocida en las décadas de 1980 y 1990, mientras que su padre, Nezir Istrefi, era periodista. Después de la muerte de su padre en 2004, su madre deja de cantar, mientras que su hermana mayor, Nora Istrefi, se convertiría paulatinamente en una de los cantantes más populares en los territorios de habla albanesa. 
Istrefi hizo su debut televisivo en 2013, con su solo «Mani për money», una canción de pop reggae, novedoso en el contexto de la industria de música nacional. La canción recibió principalmente críticas positivas de la audiencia, deviniendo en un éxito. Unos cuantos meses después de su primer solo, lanzó «A Po Don», otra canción con un estilo diferente, acompañado por un videoclip que fue catalogado como «provocativo». La canción recibió críticas mixtas a negativas. Su tercer solo, «E Dehun», inspirado en la canción homónima de la cantante Nexhmije Pagarusha, también devenía un éxito, asegurando tres premios Videofest —galardones de la industria musical albanesa—, incluyendo 'Mejor artista revelación' por su trabajo en 2013. Aun así, el videoclip fue fuertemente criticado por los medios de comunicación serbios, y por la Iglesia ortodoxa serbia, debido a sus escenas en una iglesia ortodoxa en Pristina, donde Era aparecía semidesnuda.
En diciembre de 2014, lanzó la balada pop "13", que fue producida en Estados Unidos, lo que la llevó a aparecer en la revista V. El video musical que lo acompaña fue visto casi 200000 veces en 24 horas en YouTube. Istrefi recibió la ciudadanía albanesa en 2016.

### Despegue internacional
Istrefi experimentó el reconocimiento internacional con su sencillo «BonBon», que fue lanzado el 30 de diciembre de 2015 junto con el video musical filmado en Brezovica, Kosovo. La canción se convirtió en un éxito inmediato, volviéndose viral en las redes sociales. Además, la cantante comenzó a obtener el apoyo de la actriz estadounidense Chloë Grace Moretz, y varias publicaciones se referían a ella como la "Rihanna y Sia de Kosovo".
En febrero de 2016, Istrefi firmó con los sellos estadounidenses Sony Music Entertainment y Ultra Music. Se informó que Istrefi grabará su próximo álbum de estudio debut en colaboración con RCA Records. En junio de 2016 se lanzó una versión en inglés de «BonBon».
El 24 de febrero de 2017, Istrefi lanzó un nuevo sencillo, titulado «Redrum», que cuenta con la producción de Félix Snow. Pocos meses después, el 29 de septiembre, Istrefi lanzó otro nuevo sencillo, titulado «No I Love Yous», que es en colaboración con French Montana.

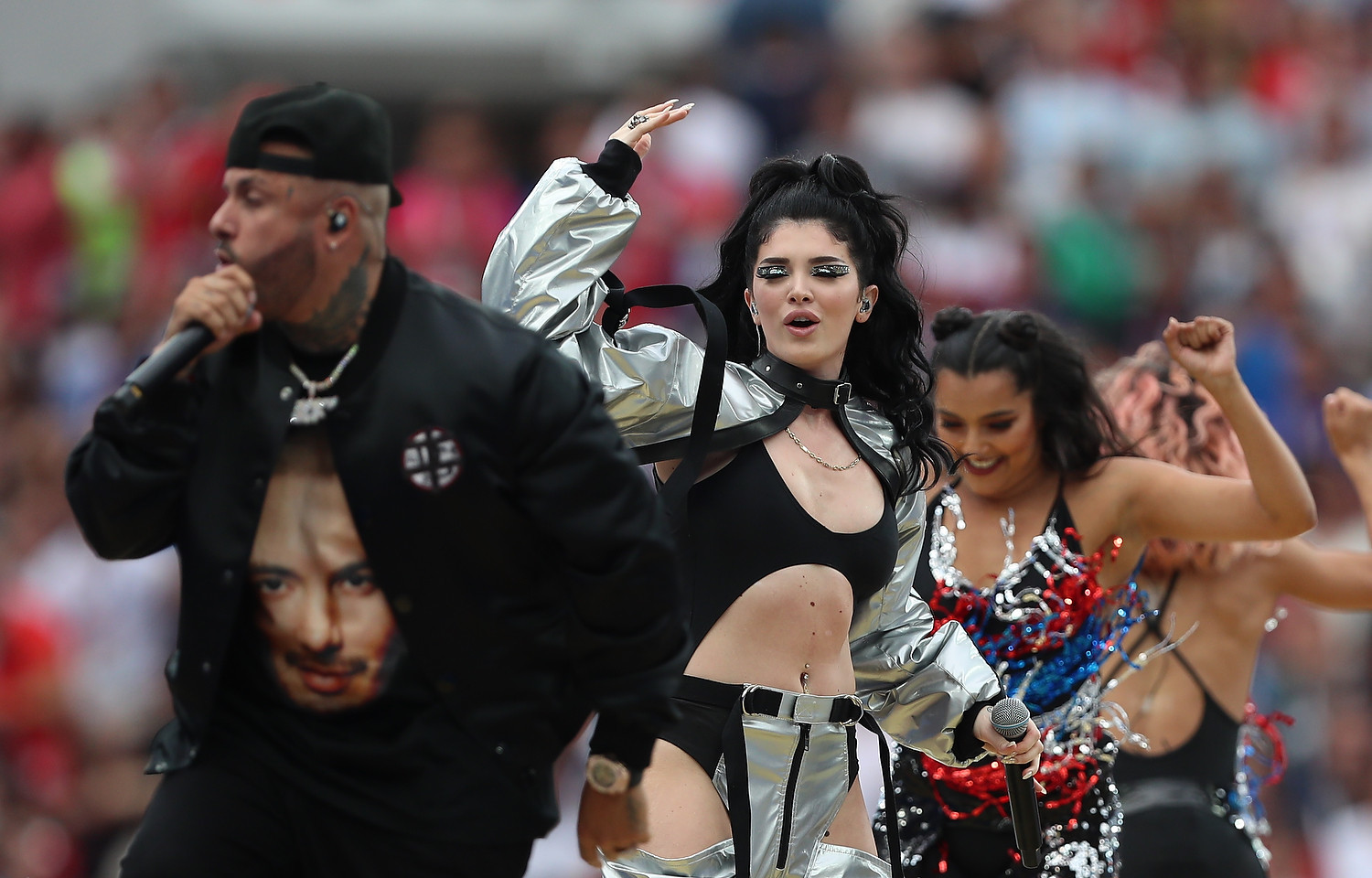
Nicky Jam junto a Istrefi cantando Live It Up durante la clausura de la Copa Mundial de Fútbol de 2018.

Comenzó el 2018 con un nuevo sencillo «Origami» con la DJ sudafricana Maphorisa. El 21 de mayo de ese año se anunció que Istrefi se había unido al actor y rapero estadounidense Will Smith y al cantante estadounidense Nicky Jam para lanzar la canción oficial de la Copa Mundial de la FIFA Rusia 2018 el 25 de mayo. Interpretó la canción titulada «Live It Up» junto a Smith y Jam el 15 de julio, durante la ceremonia de clausura de la final de la Copa del Mundo.
Durante el resto del verano, lanzó dos sencillos más, titulados «Prisoner» y «Oh God», este último con Konshens. Tuvo participación en el álbum Neon Future III de Steve Aoki y el álbum Blue de Jonas Blue, ambos lanzados el 19 de noviembre.
En 2019, Istrefi colaboró con el dúo belga Dimitri Vegas & Like Mike en su sencillo «Selfish», que encabezó la lista Billboard Dance Club Airplay. Dos meses después, trabajó con su hermana y la cantante albanesa Nora Istrefi en el sencillo «Nuk E Di», que marcó la primera vez que ambos artistas colaboraron musicalmente en una grabación. En el mismo año, lanzó «Sayonara детка» con el rapero ruso Элджей y apareció junto al rapero estadounidense Offset en el sencillo «Let's Get Married» del dúo holandés Yellow Claw.

## Vida personal
Istrefi tiene dos hermanas mayores, Nora Istrefi, una de las estrellas pop más reconocidas en Kosovo, y Nita Istrefi, estilista. Tiene un hermano más joven, Bledi. Reside en Pristina con su madre, y es una defensora de la legislación sobre la homosexualidad en el mundo de los derechos LGBT.

## Influencia
Istrefi caracteriza su propia música como multigénero que combina dancehall con hip hop, pop y electrónica. Su música también incorpora dance electrónico, reggae, techno y alternativo. El reggae y la música jamaicana es de influencia para ella, fueron el principal tipo de música del que se enamoró cuando tenía dieciséis años. A menudo utiliza su nombre y lo cita en sus composiciones. Además del albanés, a menudo utiliza frases en idioma inglés. Diversos analistas han comparado su estilo musical y apariencia con los de Rihanna y Sia.
Ha nombrado a Rihanna y Lana Del Rey como sus ídolos y mayores influencias musicales.El músico albanokosovar, Nexhmije Pagarusha, conocido de finales del siglo XX, también inspiró a la cantante. Istrefi también elogió a Rihanna por haber sido capaz de reinventarse constantemente con éxito a lo largo de su carrera.

## Discografía

### Singles
- 2013: «"Mani Për Money»
- 2014: «A Po Don»
- 2014: «E Dehun» —con Mixey—
- 2014: «13»
- 2015: «Njo Si Ti»
- 2015: «Shumë Pis» —con Ledri Vula—
- 2016: «Bonbon»
- 2017: «Redrum» —con Félix Snow—
- 2017: «No I Love Yous» —con French Montana—
- 2018: «Origami» —con Maphorisa—
- 2018: «Live It Up» —con Nicky Jam y Will Smith—
- 2018: «Prisoner»
- 2018: «Oh God»
- 2018: «Anything More» —con Steve Aoki—
- 2018: «Purpuose» —con Jonas Blue—
- 2019: «Selfish» —con Dimitri Vegas & Like Mike—
- 2019: «Nuk E Di» —con Nora Istrefi—